# 高原こすもす交通
高原こすもす交通株式会社（たかはるこすもすこうつう）は、宮崎県西諸県郡高原町に本社を置くタクシー事業者である。

## 乗合タクシー
- 高原町の乗合タクシーを運行している。路線は以下の通り。
  - 高原 - 小久保
  - 高原 - 東原

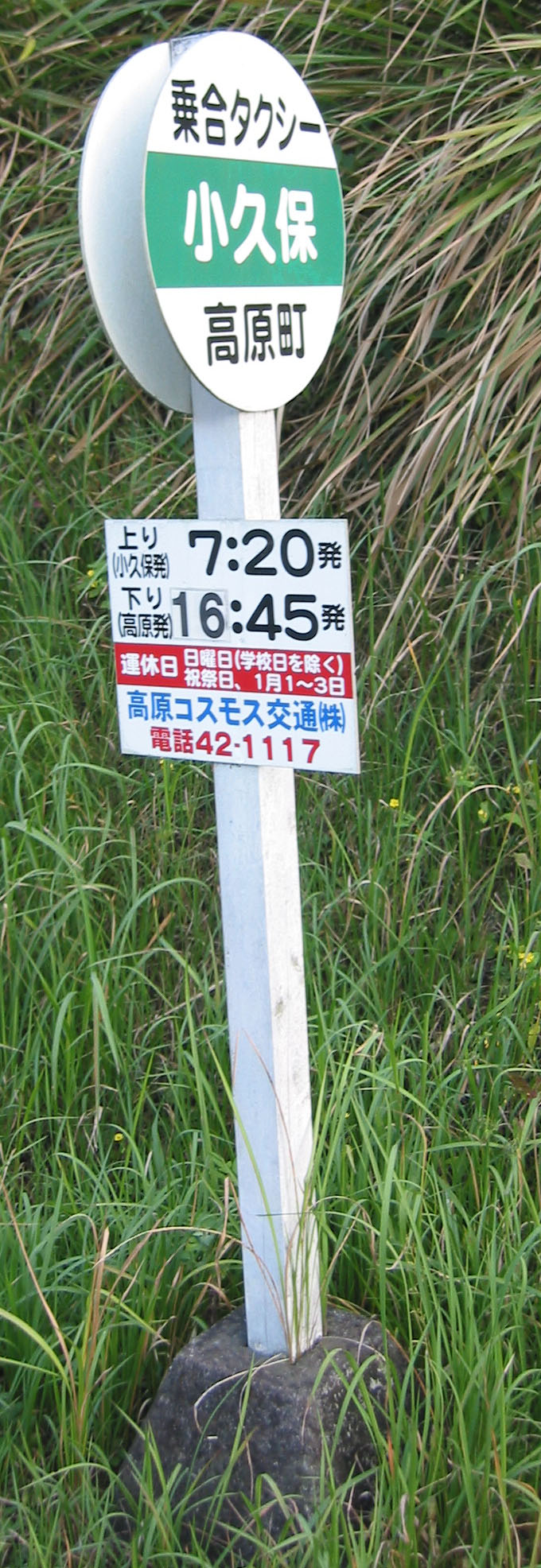
乗合タクシーの停留所
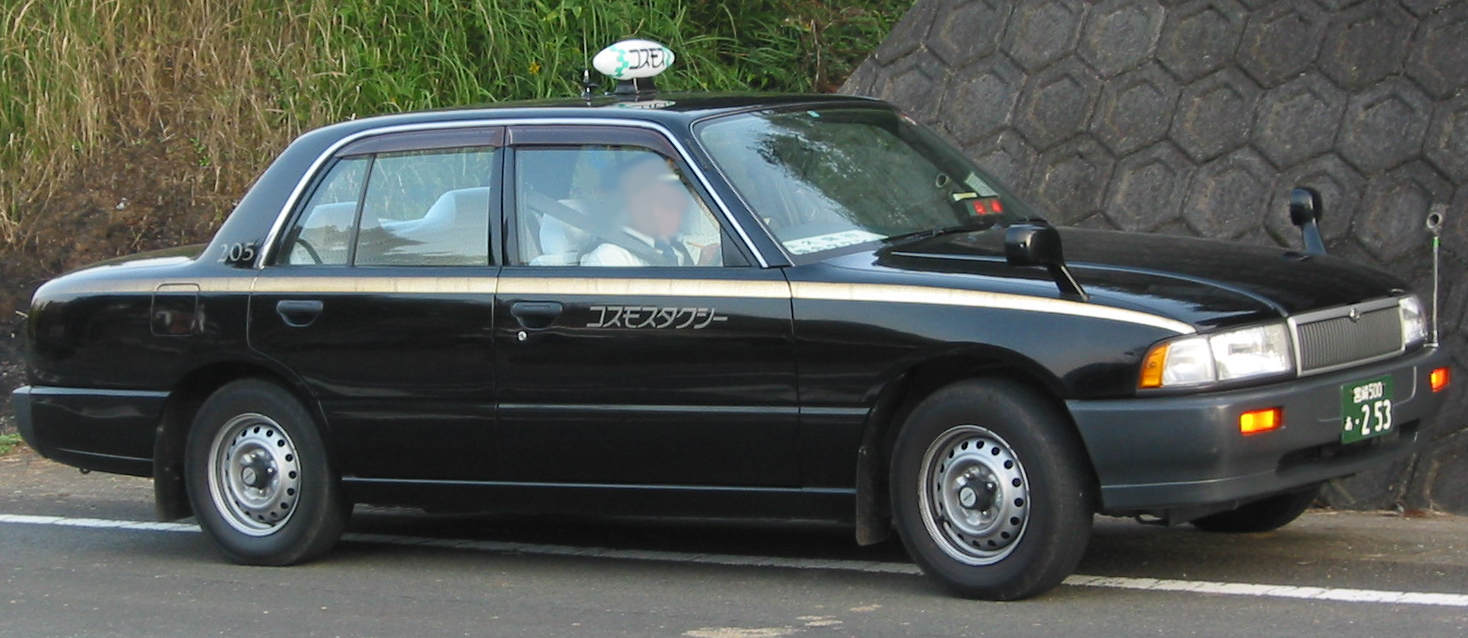
乗合タクシーの車両